# アンドリュー・デュルタロ
アンドリュー・デュルタロ（Andrew Durutalo、1987年10月25日 - ）は、アメリカ合衆国の元ラグビー選手である。

## プロフィール
- アメリカ合衆国・ニューヨーク市出身。
- 現役時代のポジションはフランカー(FL)。
- 身長 188cm、体重 111kg
- U20フィジー代表に選ばれたことがある。
- アメリカ代表通算キャップ数は22。
- 7人制アメリカ代表にも選ばれたことがある[1]。
- 2015W杯のアメリカ代表とリオ五輪の7人制アメリカ代表に選ばれた。

## 経歴
スヴァグラマー高校、白鷗大学、シアトルOPSBを経て、2016年、サンウルブズの2016年度スコッドに選ばれた。
その後イーリング・トレイルファインダーズ、ウスター・ウォリアーズを経て、2020年、シアトル・シーウルブズに加入。
2022年、現役を引退した。